# 교차 엔트로피
정보이론에서 교차 엔트로피란, 두 확률 분포 p 와 q를 구분하기 위해 필요한 평균 비트 수를 의미한다.

## 정의
동일한 이벤트 공간의 두 분포 p와 q 사이의 교차 엔트로피는 다음과 같이 정의된다.   
{\displaystyle H(p,q)=\operatorname {E} _{p}[-\log q]}

## 같이 보기
- 로지스틱 회귀
- 최대가능도 방법
- 상호의존정보